# Hoshina Masayuki
Hoshina Masayuki (保科正之, 17 de junho de 1611 - 4 de fevereiro de 1673), foi um  Daimyō do início do Período Edo, foi o fundador do que se tornaria o Ramo Matsudaira do Domínio de Aizu. Ele foi uma figura importante na política e filosofia do início do xogunato Tokugawa .

## Biografia

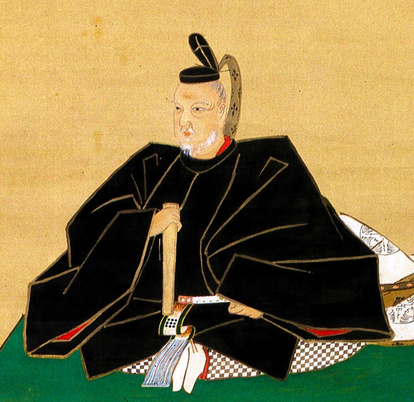
Hoshina Masayuki

Hoshina Masayuki nasceu em Edo, filho ilegítimo do segundo Shōgun, Tokugawa Hidetada . Como a mãe de Masayuki era uma serva, Hidetada preferiu esconder o recém-nascido, passando a chama-lo de Yukimatsu. Fez isto para protegê-lo do potencial infanticídio nas mãos de Oeyo, a esposa de Hidetada. Yukimatsu mais tarde foi secretamente adotado por Hoshina Masamitsu , antigo vassalo dos Takeda, e Daimyō do Domínio de Takatō (Takatō-han)  . 
Em 1631, Yukimatsu herdou a liderança do Clã Hoshina, bem como o Takatō-han, e mudou seu nome para Masayuki. Mais tarde foi reconhecido pelo seu pai e por seu irmão, o terceiro Shōgun Iemitsu, desta forma passou a exercer grande influência nos assuntos políticos, e consequentemente, sua renda passou a subir acentuadamente. Masayuki tornou-se Daimyō do Domínio de Yamagata e depois foi transferido para o Domínio de Aizu, na Província de Mutsu, com 230.000 koku, e fundou o Ramo Aizu-Hoshina (conhecida da geração seguinte em diante como o Aizu-Matsudaira), que permaneceram neste Domínio até a Guerra Boshin .
Masayuki passa a ter mais influência política, a foi nomeado como um dos conselheiros do Shōgun, e Sesshō (regente) quando seu sobrinho, o quarto Shōgun Tokugawa Ietsuna ainda era menor. No entanto, quando lhe foram oferecidos o brasão Tokugawa, e o sobrenome Matsudaira, esta diminuiu com relação ao sobrenome Hoshina e seus vassalos. O Brasão e o Sobrenome foram adotados quando de seu filho Masakata assume como Daimyō.
Masayuki também foi patrono de Yamazaki Ansai , uma das primeiras figuras do Neo-Confucionismo Japonês da Era Edo, e junto com ele escreveu o famoso  Código da Casa Aizu, que incluiu um ato de fé sobre a lealdade do clã para com o Shōgun.
Tendo tomado a maior parte dos passos em direção a auto-deificação, Masayuki foi consagrado depois de sua morte como o kami Hanitsu-Reishin (土津霊神), no Santuário Hanitsu perto do Lago Inawashiro .
| Precedido por Hoshina Masamitsu | - Líder do Clã Hoshina 1631-1669  | Sucedido por Matsudaira Masatsune |
| Precedido por Hoshina Masamitsu | Daimyō de Takatō 1631-1636        | Sucedido por Torii Tadaharu       |
| Precedido por Torii Tadatsune   | Daimyō de Yamagata 1636-1643      | Sucedido por Matsudaira Naomoto   |
| Precedido por Katō Akinari      | Primeiro Daimyō de Aizu 1643-1669 | Sucedido por Matsudaira Masatsune |